# PK (strojnica)
PK je 7,62 mm strojnica opće namjene (univerzalni mitraljez) kojeg je dizajnirao Mihail Kalašnjikov te se proizvodio u tvornici IŽMAŠ u Sovjetskom Savezu. U službu SSSR-a uveden je 1965., te je zamijenio postojeće strojnice SGM i RPD.
Sama univerzalna strojnica PK može se koristiti kao protuavionsko oružje. Jedna od značajki te strojnice je da se streljivo ubacuje s desne strane dok čahure automatski izbacuje s lijeve strane. Primjerice, strojnice sa zapadnog tržišta imali su obrnute strane za stavljanje streljiva i izbacivanje čahura.

## Detalji dizajna
Originalni PK (rus. Пулемёт Калашникова: Puljemjot Kalašnjikova; odnosno strojnica Kalašnjikova) razvijen je iz automatske puške AK-47 te koristi streljivo 7.62x54mm R koje je bilo standardno u zemljama Istočnog bloka. Opremljen je s dvonožnim stalkom, dizajniran je kao oružje potpore vlastitom timu (eng. squad) te se može montirati na vozila.
Osim okvira sa streljivo, većina modela koristi streljivo u "obliku pojasa" (eng. belt-fed). Takav remen može biti bilo koje duljine.

## Modeli

#### PKM
PKM (rus. ПК Модернизированный, odnosno strojnica Kalašnjikova Modernizirana) trenutni je model. To je modernizirana i industrijski poboljšana verzija strojnice PK s težinom od 7,5 kg bez okvira.

#### PKMS
PKMS (rus. ПКМ Станковый, odnosno montirani PKMS) namijenjen je težim vojnim operacijama te se na njega (kao što mu ime kaže) može montirati stalak. Dizajniran je da se na njega može montirati Stjepanov stalak. Ovaj model težak je 12 kg.

#### PKMSN
PKMSN (rus. ПКМС Ночной, PKMS Noćni, tj. PKMS s noćnom optikom) poseban je model na koji se može montirati oprema za noćno gledanje u operacijama loše vidljivosti. Kao i na prethodnom modelu, i na PKMSN se može montirati stalak te postoje dvije inačice ovog modela:
- PKMSN1 (koristi optiku za noćno gledanje NSPU) i
- PKMSN2 (koristi optiku za noćno gledanje NSPUM).

#### PKT
PKT (rus. ПК Танковый, odnosno PK tenkovski) dobiven je daljnjim razvojem strojnice PK. Specijaliziran je za montiranje na vozila te je uveden kao zamjena za postojeću montiranu strojnicu SGMT Gorjunova. Modifikacije uključuju ukloniv kundak, dužu i težu cijev, regulator plina te električni okidač.

#### PKP Pečenjeg
PKP Pečenjeg novo je automatsko oružje namijenjeno vojnim timovima. PKP je razvijena varijanta modela PKM. Modifikacije uključuju tešku fiksnu cijev, zračno hlađenje slično Lewisovoj strojnici iz 1. svjetskog rata te brojne dizajnerske preinake zbog problema koji su se javljali tokom rata SSSR-a u Afganistanu.

## Licencna proizvodnja (kopije)

#### Zastava M84/M86 (SFRJ/Srbija)
U Jugoslaviji je tadašnja vojna industrija Zastava Oružje licencno proizvodila vlastite strojnice opće namjene - Zastava M84 i M86. Zastava M84 kopija je sovjetskih modela PK i PKS. Model M86 kopija je PKT-a.
Raspadom Jugoslavije, proizvodnju Zastavinih licencnih modela nastavila je preimenovana srpska vojna industrija Zastava Arms.

#### HCP PKM "NATO" (Poljska)
Ranih 1990-ih poljska vojska tražila je zamjenu za postojeće strojnice PK kako bi svoje vojne snage pripremili standardima i ulasku zemlje u NATO. Tako je tvornica H. Cegielski - Poznań S.A. u Poznańu modificirala postojeće strojnice PK i PKS na streljivo 7.62x51mm NATO koje je standard u ovome vojnom paktu.
Ti modificirani modeli dobili su naziv PKM-NATO te su imali težu cijev, veću "plinsku komoru", drugačiji sustav postavljanja streljiva i sl.
Prototip je testiran u razdoblju između 1997. – 1999., ali je odbačen. Poljska vojska usvojila je strojnice UKM-2000 koje su temeljene na PKM-u.

#### Norinco Type 80 (Kina)
Type 80 je kineska licencirana kopija sovjetskih strojnica PKM i PKMS.

#### Mitraliera md. 66 (Rumunjska)
Mitraliera md. 66 je rumunjska kopija strojnice PKM koju je proizvodila domaća vojna industrija Cugir Arsenal.

#### Arsenal MG-1 i MG-1M (Bugarska)
Arsenal AD za potrebe domaće vojske proizvodi modele MG-1 i MG-1M sa sintetičkim kundakom i pištoljskim rukohvatom. Inačica MG-1M ima poboljšanje u vidu nove cijevi koja omogućava bolje hlađenje.

## Proizvodni status
Strojnice PK i njegove izvedenice proizvodili su se u Sovjetskom Savezu. Raspadom SSSR-a, proizvodnja je nastavljena u Rusiji.
Licencna proizvodnja postojala je u bivšoj SFRJ, tako da je danas u uporabi nezavisnih republika koje su nastale iz bivše države. Danas se sama proizvodnja izvan Rusije, vrši u Rumunjskoj (Cugir Arsenal), Bugarskoj (Arsenal AD), Srbiji (Zastava Arms) i Kini (Norinco).
Sam PK izvozio/izvozi se u mnoge zemlje širom svijeta, dok je PK Pečenjeg (Pečenjeza) najnovija inačica iz te serije.

## Povijest korištenja
PK i njegove kopije koristile su se u mnogim ratovima i sukobima diljem svijeta što je vidljivo na sljedećoj tablici:
| Rat                                   | Razdoblje                |
| ------------------------------------- | ------------------------ |
| Vijetnamski rat                       | 1955. – 1975.            |
| Kambodžanski građanski rat            | 1970. – 1975.            |
| Jomkipurski rat                       | listopad 1973.           |
| Kambodžansko-vijetnamski rat          | 1975. – 1989.            |
| Kinesko-vijetnamski rat               | veljača - ožujak 1979.   |
| Sovjetsko-afganistanski rat           | 1979. – 1989.            |
| Iransko-irački rat                    | 1980. – 1988.            |
| Domovinski rat                        | 1991. – 1995.            |
| Rat u BiH                             | 1992. – 1995.            |
| Prvi čečenski rat                     | 1994. – 1996.            |
| Drugi rat u Kongu                     | 1998. – 2003.            |
| Drugi čečenski rat                    | 1999. – 2009.            |
| Rat u Afganistanu                     | 2001. - danas            |
| Rat u Iraku                           | 2003. – 2011.            |
| Kambodžansko-tajlandski granični spor | lipanj 2008. - danas     |
| Rat u Južnoj Osetiji                  | kolovoz 2008.            |
| Građanski rat u Libiji                | veljača - listopad 2011. |
| Građanski rat u Siriji                | 2011. - danas            |

## Korisnici
- Afganistan[3]
- Albanija
- Armenija:[3] modeli PK i PKM.
- Azerbajdžan[3]
- Bjelorusija[3]
- Bosna i Hercegovina[3]
- Bugarska: domaća proizvodnja MG-1 i MG-1M (kopije inačica PK i PKM).[3][4]
- Čad[3]
- Egipat
- Eritreja[3]
- Estonija[3]
- Finska: mitraljezi u finskoj vojsci nose oznaku 7.62 KK PKM.[5]
- Gruzija[3]
- Gvineja[3]
- Gvineja Bisau[3]
- Hrvatska[3]
- Indija: u zemlji oružje proizvodi vojna industrija Ordnance Factory Tiruchirappalli.[6]
- Irak[3]
- Iran[3]
- Južni Sudan
- Kambodža[7]
- Kazahstan[3]
- NR Kina: licencna proizvodnja pod nazivom Type 80[8]
- Kirgistan[3]
- Kuba[3]
- Laos[3]
- Latvija[3]
- Libija
- Litva[3]
- Mađarska[3]
- Sjeverna Makedonija[3]
- Mali[3]
- Maroko
- Moldavija[3]
- Mongolija[3]
- Mozambik[3]
- Panama[9]
- Poljska: kopije PK i PKM.[3][4]
- Rumunjska: u zemlji oružje proizvodi vojna industrija Cugir Arsenal (kopija PK i PKM).[3][4]
- Rusija[3]
- Sirija: u službi sirijskih oružanih snaga[3] i Slobodne sirijske vojske.[10]
- Sjeverna Koreja[3]
- Srbija: licencna proizvodnja pod nazivom Zastava M84/M86.[3]
- Sveti Toma i Princip[3]
- Tadžikistan[3]
- Turkmenistan[3]
- Uganda[3]
- Ukrajina[3]
- Uzbekistan[3]
- Vijetnam:[11] PK je u službi od Vijetnamskog rata do danas.
- Zambija[3]
- Zelenortska Republika[3]

## Bivši korisnici
- SSSR: primarni korisnik. Oružje je prešlo u novoosnovane države.[4]
- SFRJ: proizvodnja licencnih kopija modela PK i PKM. Oružje je prešlo u novoosnovane države.
- Švedska: u švedskim oružanim snagama mitraljez je nosio oznaku Kulspruta 95 te se koristio kao oružje montirano na oklopne transportere MT-LB koji su nabavljeni početkom 1990-ih od istočnonjemačkih zaliha. Povlačenjem oklopnjaka, istovremeno je povučen i PK iz službene uporabe.[12]

## Vidjeti također
- Type 67
- UKM-2000
- Zastava M84

## Poveznice
- Moderna vatrena oružja  Arhivirana inačica izvorne stranice od 1. kolovoza 2005. (Wayback Machine)
- Moderna vatrena oružja - Pečenjeza  Arhivirana inačica izvorne stranice od 8. travnja 2008. (Wayback Machine)